# Gare de Cornebarrieu
La gare de Cornebarrieu était une gare ferroviaire française, située sur le territoire de la commune de Cornebarrieu, dans le département de la Haute-Garonne, en région Occitanie.
C'était une halte, mise en service en 1903 par la CFSO, et définitivement fermée au trafic des voyageurs et des marchandises en 1947. Situé sur une section déclassée et déferrée, le bâtiment est toujours présent et réaffecté pour une utilisation privée.

## Situation ferroviaire
Établie à 154 mètres d'altitude, la gare de Cornebarrieu était située au point kilométrique (PK) 11,1 de la ligne de Toulouse à Cadours, peu avant l'embranchement vers Lévignac.

## Service des voyageurs
Gare fermée située sur une section de ligne déclassée.

## Patrimoine ferroviaire
L'ancien bâtiment voyageurs est devenu une habitation privée. Beaucoup de vestiges de l'ancienne gare sont encore présents, notamment un panneau mentionnant son nom, des panneaux horaires, le nom de la commune et des traces des anciennes voies.